# L'Avenir d'Émilie
Pour plus de détails, voir Fiche technique et Distribution.
L'Avenir d'Émilie (Flügel und Fesseln) est un drame psychologique expérimental ouest-germano-français réalisé par Helma Sanders-Brahms et sorti en 1984.

## Synopsis
Isabelle Kahn est une actrice de cinéma à succès dont la jeune fille, Emily, est fréquemment gardée par ses parents en Normandie pendant qu'elle travaille. Après la fin d'un tournage à Berlin, elle retourne voir sa fille. Cependant, la joie est de courte durée. Son partenaire amoureux la suit, et sa présence déclenche un conflit intense entre la comédienne égocentrique et sa mère.

## Fiche technique
- Titre français : L'Avenir d'Émilie[1]
- Titre original allemand : Flügel und Fesseln
- Réalisation : Helma Sanders-Brahms
- Scénario :	Helma Sanders-Brahms, Suzanne Schiffman, Sylvie Ponsard
- Photographie :	Sacha Vierny
- Montage : Ursula West
- Musique : Jürgen Knieper
- Costumes : Ulrike Schütte
- Production : Helma Sanders-Brahms, Margaret Menegoz, Barbet Schroeder
- Société de production : Helma Sanders-Brahms Filmproduktion (Berlin), Les Films du Losange (Paris), Zweites Deutsches Fernsehen (ZDF) (Mayence), Literarisches Colloquium Berlin e.V. (Berlin)
- Pays de production :  Allemagne de l'Ouest -  France
- Langue originale : allemand, français
- Format : Couleurs - 1,66:1 - Son mono - 35 mm
- Durée : 116 minutes
- Genre : Drame psychologique, Film biographique expérimental
- Dates de sortie :
  - Royaume-Uni : 2 décembre 1984 (Festival du film de Londres)
  - France : 11 mai 1984 (Festival de Cannes 1984)
  - Allemagne de l'Ouest : 31 mai 1985

## Distribution
- Brigitte Fossey : Isabelle Kahn
- Hildegard Knef : Paula Kahn
- Ivan Desny : Charles Kahn, le mari de Paula
- Camille Raymond : Émilie Kahn, la fille d'Isabelle
- Hermann Treusch (de) : Friedrich, l'amant d'Isabelle

## Production
Le tournage a commencé à Barfleur et Réville dans la Manche, en Normandie, en janvier 1984.